# Connor Randall
Connor Steven Randall (Liverpool, Anglia, 1995. október 21. –) angol labdarúgó, aki jelenleg a skót bajnokságban érdekelt Heart of Midlothian keretének tagja.

## Pályafutása

### Liverpool
Randall az édesapja által vezetett Waddicar Dolphins csapatában kezdett futballozni, ott figyelt fel rá a Liverpool 2001-ben, hatéves korában. A vörös mezeseknél töltött ifiévei alatt az U18-as és U21-es csapatnak is kapitánya volt. 2015. január 17-én egy hónapra kölcsönvette a negyedosztályú Shrewsbury Town. Február 14-én, egy Bournemouth elleni mérkőzésen debütált, a 90. percben csereként beállva. Ez volt az egyetlen mérkőzése a csapatban, mielőtt visszatért volna a Liverpoolhoz.
2015. szeptember 17-én pályafutása során első alkalommal a felnőttcsapat meccskeretébe nevezték, egy Bordeaux elleni Európa-liga-meccsre. Az 1-1-re végződő találkozón nem kapott játéklehetőséget. Október 28-án mutatkozhatott be, egy Bournemouth elleni Ligakupa-mérkőzésen. December 2-án, a sorozat következő fordulójában is lehetőséget kapott, a Southampton 6-1-es legyőzése során. Hét nappal később meghosszabbította szerződését a Liverpoollal. A Premier League-ben 2016. április 17-én, a Bournemouth ellen lépett pályára először.

### A válogatottban
Randall 2011-ben tagja volt az angol U17-es válogatott keretének az U17-es Nordic Championshipben. Ott négy mérkőzésen lépett pályára, és egy gólt szerzett, Finnország ellen.

## Külső hivatkozások
- Connor Randall pályafutásának statisztikái a Soccerbase oldalon (angolul)